# 머나먼 시공 속에서 (비디오 게임)
『머나먼 시공 속에서』(일본어: 遙かなる時空の中で)는 2000년 4월 6일 코에이(루비파티)에서 발매된 여성향 연애 어드벤처 게임이다.

## 개요
코에이의 게임 개발팀인 루비파티가 발매한 네오 로망스 시리즈의 2번째 작품으로, 헤이안 시대의 교토와 닮은 이세계(異世界)를 무대로 삼는 일본풍 판타지 작품. 속편으로는 《머나먼 시공 속에서 2》와 《머나먼 시공 속에서 3》시리즈, 《머나먼 시공 속에서 4》가 있다.
2004년 10월부터 미즈노 토코의 만화판을 원작으로 삼은 TV애니메이션 《머나먼 시공 속에서 팔엽초》가 방영되었고, 또 2006년 8월에는 《극장판 머나먼 시공 속에서 무일야》라는 타이틀로 영화화되었다.
2005년 4월 1일에는 PS2판으로 리메이크된 《머나먼 시공 속에서 팔엽초》가, 2006년 9월 21일에는 《머나먼 시공 속에서 무일야》가 발매되었다.

## 역사
머나먼 시공 속에서(遙かなる時空の中で)
2000년 4월 6일 발매. PS용 소프트.
머나먼 시공 속에서(遙かなる時空の中で)
2002년 8월 21일 발매. GBA용 소프트.
머나먼 시공 속에서~팔엽초~(遙かなる時空の中で〜八葉抄〜)
2005년 4월 1일 발매. PS2용 소프트.
머나먼 시공 속에서 채화수적(遙かなる時空の中で 彩絵手箱)
2006년 4월 1일 발매. PSP용 소프트.
머나먼 시공 속에서 무일야(遙かなる時空の中で 舞一夜)
2006년 9월 21일 발매. PS2용 소프트.

## 스토리
극히 평범한 여고생인 주인공은, 입학식 날에 동급생인 모리무라 텐마와 후배인 나가레야마 시몬과 함께 이상하고 오래된 우물에 빨려들어간다. 눈을 뜨자 그곳은 「쿄우(京)」라고 불리는 헤이안 시대를 닮은 이세계(異世界)였다. 주인공은 「별의 일족」의 말예인 어린 후지공주에게, 자신이 「용신의 무녀(龍神の神子)」로써 「팔엽(八葉)」이라 불리는 여덟 명의 남성과 힘을 합쳐 「요괴(鬼)」로부터 쿄우를 지키는 존재라는 사실을 듣게 된다. 텐마와 시몬도 팔엽으로써 선택되어 있었다. 처음엔 망설였던 주인공이지만, 점점 자신의 운명과 쿄우가 처한 상황에 대해 똑바로 마주보게 된다.

## 등장인물
후에 머시공 시리즈에 등장하는(리메이크와 반상유희 제외) 모든 캐릭터의 기초가 되는 인물. 후에, 담당성우·캐릭터들은 이 초대 멤버들의 설정을 이어받게 된다.

### 주인공
모토미야 아카네(元宮 あかね)
성우:카와카미 토모코, 정미숙
16세(생일에 따라서는 15세). 신장 160cm.
밝고 적극적인 고교생. 헤이안 시대의 쿄우와 닮은 이세계에 소환돼, 용신의 무녀가 된다. 자애심이 깊다. 용신과 의사소통이 가능한 유일한 존재로, 그녀를 돕는 팔엽과 함께 오행의 힘을 사용하여 원령을 진정시킨다.

### 팔엽(八葉)
미나모토노 요리히사(源 頼久)
성우:미키 신이치로, 유동균
25세. 신장 185cm. 10월 9일 출생. 하늘의 청룡. 오행 속성은 목(木). 보주의 위치는 왼쪽 귀 윗부분.
무사단 동령의 아들. 성실하며 주인인 주인공에게 충성을 맹세하고 있다. 과거의 형의 죽음에 대해 죄책감을 느끼며, 항상 자신을 채찍질하며 자라온 믿음직한 무사지만, 섬세한 일면도 있다.
만화판에서는 시몬과 함께 최초로 보주를 획득했다. 때때로 천연 캐릭터가 된다. 미즈노는 「웃음이 부족하다고 느낄 때」 그렇게 느낀다고 팬북에 코멘트하고 있다. 아카네와 텐마에게 많은 조언을 해 주고 있다. 어릴 적의 일인칭은 「나(俺)」였으며, 현재와는 다르게 감정을 확실히 드러내는 성격이었다. 누에와는 친구이다.
모리무라 텐마(森村 天真)
성우:세키 토모카즈, 전광주
17세. 신장 180cm. 4월 2일 출생. 땅의 청룡. 오행 속성은 목(木), 보주의 위치는 왼쪽 어깨.
주인공과 같이 현대에서 온 고교생. 남을 잘 돌보며 동료를 아낀다. 아카리보다 나이가 한 살 많지만 유급당했기 때문에 학년은 같은 편이다. 쿄우로 소환되기 전부터 행방 불명이 된 여동생을 찾고 있었다. 처음엔 요리히사와 성격이 맞지 않았지만, 후에 서로 신뢰하게 되어 서로의 말과 행동에 가볍게 딴지를 걸 정도로 친한 사이가 되어 간다.
만화판에서는 초반에 주인공에게 고백하며, 드러내는 독점욕도 다른 캐릭터보다 강하다. 연하로부터는 「형과 같다」며 우러러지는 반면, 아카네와 토모마사로부터는 「귀엽다」는 소리를 듣는다. 작중에서 혈액형이 B형이라 판명되어 있다.
이노리(イノリ)
성우:타카하시 나오즈미, 홍범기
15세. 신장 163cm. 8월 18일 출생. 하늘의 주작. 오행 속성은 화(火), 보주의 위치는 이마.
견습 대장장이. 단순하고 솔직한 성격인지라 쉽게 화를 내곤 하지만 가족을 끔찍히 생각하며, 주변 어린이들에게도 인기가 있다. 병약한 누나와 단 둘이 살고 있다. 누나를 속여 불행하게 만들었다는 이유로 요괴를 무척이나 증오하고 있다. 시몬의 외모를 보고 「요괴」라고 말하며 싫어했지만, 나중에 화해하고 사이가 좋아진다.
미즈노에게 있어서, 컬러로 그리기 쉬운 캐릭터(그리기 어려운 건 요리히사라고 팬북에서 대답하였다).
나가레야마 시몬(流山 詩紋)
성우:미야타 코우키, 신용우
14세. 신장 158cm. 2월 25일 출생. 땅의 주작. 오행 속성은 토(土). 보주의 위치는 오른쪽 손등.
주인공과 함께 현대에서 온 중학생. 주인공과 텐마의 후배. 조부가 프랑스 인인 쿼터. 금발벽안(金髪碧眼)이라는, 요괴 일족과 같은 외형 때문에 쿄우에선 번거로운 일에 휘말리는 경우도 많지만, 팬북 「하루카 통신(はるか通信)」내에선, 「붉은 머리인 이노리, 녹색 머리인 야스아키, 핑크빛 머리인 아카네 등에겐 아무런 말도 없다는 게 이상하다」며 가끔 지적되고 있다. 조금 심약하지만 상냥한 소년. 과자 만들기가 취미여서 쿄우에 온 뒤로도 과자를 만들어 주인공과 저택의 시녀(女房)들에게 주곤 한다.
만화판에서는 요리히사와 함께, 최초로 보주를 획득했다. 작중에서 혈액형이 O형이라 판명되어 있다.
후지와라노 타카미치(藤原 鷹通)
성우:나카하라 시게루, 엄상현
19세. 신장 175cm. 12월 22일 출생. 하늘의 백호. 오행 속성은 금(金). 보주의 위치는 오른쪽 목덜미.
귀족이며 치부성(治部省)에서 근무하는 치부소승(治部少丞)이라는 관위를 갖고 있다. 성실하고 온화한 인물. 어른스런 분위기와 외형 때문에 팔엽 중에선 가장 연령에 걸맞지 않는 용모라 할 수 있지만, 안경을 벗으면 살짝 동안이 된다.
타치바나노 토모마사(橘 友雅)
성우:이노우에 카즈히코, 이상헌
31세. 신장 183cm. 6월 11일 출생. 땅의 백호. 오행 속성은 금(金). 보주의 위치는 쇄골 사이.
귀족이며 좌근위부(左近衛府)에서 근무하는 소장(少将)이다.
초연해 보이는 행동거지 덕분에 낙천가로 보이나, 사실은 지모(知謀)에 능통한 무인(武人)이기도 하다.
만화판에선 등장이 빠름에도 불구하고 마지막으로 보주를 획득했다. 앞에서 서술한 성격 때문에 텐마를 필두로 수많은 인물로부터 신용되지 않고 있다.
에이센(永泉)
성우:호시 소이치로, 김장
17세. 신장 166cm. 7월 6일 출생. 하늘의 현무. 오행 속성은 수(水). 보주의 위치는 왼쪽 손바닥.
황제의 이복형제이며 출가한 법친왕(法親王). 싸움을 싫어하는 우아한 소년. 피리가 특기. 토모마사는 「음악 연주에 대한 재능은 우수하다」고 평가하고 있다. 형인 황제의 부탁으로, 출가할 적에 머리를 밀지 않고 짧게 자르기만 했다. 출가 전에는 아츠히토 친왕(敦仁親王)·나카츠카사 경궁(中務卿宮)·후카미(深水)라 불리고 있었다.
만화판에서는 주인공에게 희미한 연정을 품지만, 그에 눈치챈 텐마로부터 위협당한다.
아베노 야스아키(安倍 泰明)
성우:이시다 아키라, 변현우
21세. 신장 179cm. 9월 14일 출생. 땅의 현무. 오행 속성은 토(土). 보주의 위치는 오른쪽 눈밑.
아베노 세이메이(安倍晴明)의 제자 음양사. 이지적이고 냉정하며 침착하지만, 호기심이 강해 순진한 어린아이와 같은 일면도 지니고 있다. 스승인 세이메이에 의해 만들어진 인조인간으로 감정의 기복이 거의 없다. 세이메이의 음(陰)의 기를 모아 만들어진 불안정인 신체이기 때문에, 그의 처(妻)의 유골에 남아 있던 양(陽)의 기가 얼굴에 봉인되어 있다. 목에 치장된 구슬도 양기를 모아 만든 것이다.
만화판에선, 아카네들이 「틀림없이 AB형일 것이다」라며 단언한다.
팬북에서는 인기 캐릭터 순위 1위를 획득했다.

### 별의 일족(星の一族)
대대로 용신의 무녀를 보좌하는 숙명을 지닌 일족. 경위는 확실지 않지만, 좌대신가로 시집간 후지공주의 모친을 제외한 일족이 모두 절멸(絶滅)해 있다.
후지공주(藤姫)
성우:오오타니 이쿠에, 박신희
10세. 신장 135cm. 6월 15일 출생. 좌대신가의 공주이자 별의 일족의 마지막 후계자(모친이 일족의 말예). 주인공을 무척이나 따르고 있다. 모친이 돌아가실 적에 천둥이 울렸기 때문에, 극도로 천둥을 싫어한다.

### 요괴 일족(鬼の一族)
일반 사람들과 다른 외모와 이상한 힘을 가진 자들을 총칭한다. 용모는 주인공 왈 「외국인」으로, 일부 요괴를 제외하고는 금발 벽안이다.
아크람(アクラム)
성우:오키아유 료타로, 홍진욱
26세. 12월 4일 출생. 요괴 일족의 두령. 주인공을 쿄우로 소환한 인물. 주인공의 용신의 힘을 사용해 쿄우를 지배하려 하고 있다. 잔혹한 성격. 『팔엽초』에서는, 새로운 연애대상으로 추가된다. 게임 앞부분에선 텐마에게 「아저씨」라 말해졌다.
이크티다르(イクティダール)
성우:이시이 코지
35세. 요괴 일족의 부관. 이노리의 누나인 세리의 연인이지만, 아크람에 대한 충성심을 저버리지 못하고 요괴와 인간의 싸움 사이에서 괴로워한다.
시린(シリン)
성우:카와무라 마리아, 한수림
24세. 요괴 일족의(이 게임에서 확인할 수 있는 범위에선) 유일한 여성. 자신의 미모를 절대적으로 믿으며 쿄우의 인간을 업신여기는 거만한 성격이지만, 아크람을 위해서라면 죽음조차 꺼리지 않는 일편단심이기도 하다. 아크람을 좋아한다. 세프르로부터 「아줌마」란 소리를 듣기도 하였다.
세프르(セフル)
성우:아사카와 유우
14세. 요괴 일족의 소년. 요괴와 인간 사이의 혼혈이었기에 버려졌던 그를, 아크람이 거둬들였다. 잔혹한 성격으로, 아크람 이외에게는 마음의 문을 열지 않는다. 용신의 무녀인 주인공을 탐탁치 않게 여긴다.
란(모리무라 란(ラン/森村 蘭))
성우:쿠와시마 호코, 하미경
16세. 현실세계에서 수 년 전에 아크람에게 유괴당한 후로, 수하처럼 부려진 텐마의 여동생. 감정을 봉인당해 아크람의 도구가 되어 있었지만, 주인공과 팔엽에 의해 구출된다. 주인공과는 반대로 흑룡의 무녀. 시간 흐름의 차이로 인해, 오빠와 비슷한 나이가 된다.

## 스태프
- 총괄 : 루비파티(코에이)
- 캐릭터 디자인 : 미즈노 토코

## 게임판과 만화판의 차이
게임판
- 팔엽이 처음부터 모두 모여있다.
- 주인공의 성격과 사물에 대한 태도가 선택지에 의해 약간씩 변화한다.
- 텐마는 행방불명된 여동생을 항상 마음 속에 담고 있어서 연애 이벤트도 여동생의 이야기가 중심이 된다.
- 이벤트를 어떻게 진행하느냐에 따라, 란이 텐마의 여동생이라는 사실이 후반부에도 밝혀지지 않을 수 있다. 그녀를 구할 수 있는 건 최종장.
- 아크람이 처음에 취한 행동 때문에 팔엽 전원이 「마음의 조각(心のかけら)」이라 불리는 소중한 마음의 일부를 잃어버린다. 각자 조각의 주인이 좋아하는 장소에 흩어져 있어 그것들을 되찾게 되면서 연애가 진전된다.

만화판
- 팔엽이 거의 모여있지 않고, 전개도 게임과 크게 다르다.
- 무녀로써의 자각이 없는 아카네가, 커다란 힘을 가진 사실에 망설임을 보이는 등, 각 캐릭터의 심정도 파헤쳐졌다.
- 란이 중간에 구출된다. 감정과 기억은, 소환된 후 방치되어 고독을 견디지 못하고 흑룡을 불러냈을 때 원령을 조종하는 힘과 맞바꿔 잃게 되었다는 설정. 또, 마지막에 기억을 되찾아 원래 성격을 알 수 없었던 게임과 달리 란의 심정도 세세하게 묘사되어있다.
- 아카네가 초반에 아크람에게 실연, 토모마사를 짝사랑하는 란(나중에 차인다),처음부터 아카네를 이성으로써 의식하는 텐마를 시작으로, 팔엽 대부분이 아카네에게 마음이 있는 등 연애면의 묘사도 많다.
- 사방의 패 입수 후 신센엔(神泉苑)에서 의식이 거행됐을 때, 팔엽 전원이 아크람에게 저주의 화살을 맞아 팔엽이 된 이후의 기억과 힘을 잃어버린다.

## 관련 아이템
한국에서 발매/방영된 것만을 기준으로 하였다.

### 만화
- 머나먼 시공 속에서 1 (ISBN 8953207592)
- 머나먼 시공 속에서 2 (ISBN 8953241391)
- 머나먼 시공 속에서 3 (ISBN 8953214890)
- 머나먼 시공 속에서 4 (ISBN 8953218616)
- 머나먼 시공 속에서 5 (ISBN 8953238455)
- 머나먼 시공 속에서 6 (ISBN 8953241391)
- 머나먼 시공 속에서 7 (ISBN 8953246156)
- 머나먼 시공 속에서 8 (ISBN 8953253802)
- 머나먼 시공 속에서 9 (ISBN 8953258545)
- 머나먼 시공 속에서 10 (ISBN 8953270928)
- 머나먼 시공 속에서 11 (ISBN 9788953278349)
- 머나먼 시공 속에서 12 (ISBN 9788953283237)
- 머나먼 시공 속에서 13 (ISBN 9788953284326)
- 머나먼 시공 속에서 14 (ISBN 9788953288713)

### OVA
- 머나먼 시공 속에서-자양화의 꿈-(遙かなる時空の中で〜紫陽花ゆめ語り〜)

## 같이 보기
- 네오 로망스 시리즈
- 머나먼 시공 속에서 시리즈
- 머나먼 시공 속에서 반상유희
- 머나먼 시공 속에서 자양화의 꿈
- 머나먼 시공 속에서 팔엽초
- 극장판 머나먼 시공 속에서 무일야